# Am Lessing 6

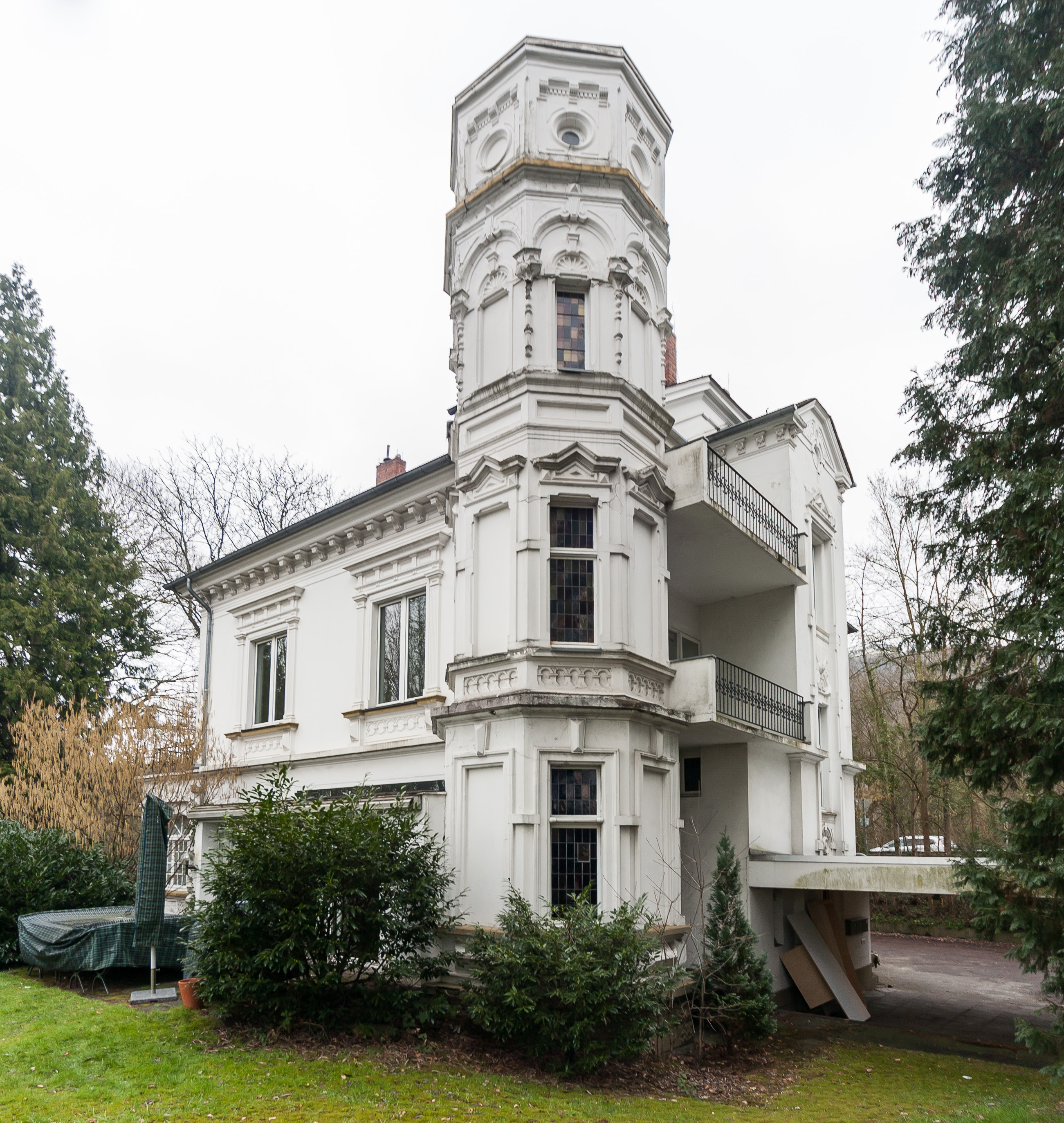
Villa Am Lessing 6 (2013)

Das Gebäude Am Lessing 6 ist eine Villa in Königswinter, einer Stadt im nordrhein-westfälischen Rhein-Sieg-Kreis, die um 1900 errichtet wurde. Sie steht als Baudenkmal unter Denkmalschutz.

## Lage
Die Villa liegt oberhalb der Altstadt auf knapp 85 m ü. NHN nördlich der Landesstraße 331 und östlich der Bundesstraße 42 inmitten der Anschlussstelle Königswinter.

## Geschichte
Nach der Aufnahme diplomatischer Beziehungen mit der Bundesrepublik Deutschland 1972 richtete die gerade unabhängig gewordene Volksrepublik Bangladesch in der bis dahin als privates Wohnhaus genutzten Villa die Residenz ihres Botschafters am Regierungssitz Bonn ein. Als solche wurde sie bis 1976/77 genutzt. Nach der Wiedervereinigung 1990 diente die Villa als Kanzlei der Botschaft (inkl. Konsularabteilung) der Demokratischen Volksrepublik Laos. Im Zuge der Verlegung des Regierungssitzes nach Berlin (1999) zog die Botschaft 2000/01 dorthin um. Die Villa wird heute wieder privat genutzt.
Die Eintragung der Villa in die Denkmalliste der Stadt Königswinter erfolgte am 4. März 1998.

## Architektur
Das Gebäude steht als Solitär und eines von zwei Häusern an der Straße in einer großzügigen, dichtbewachsenen Parkanlage mit älterem Baumbestand. Es ist zweigeschossig und von einem Krüppelwalmdach bedeckt. Die Villa weist Schmuckformen – darunter stuckierte Konsolen am Dachgesims – auf, die sich der Neorenaissance zuordnen lassen. Der Sockel ist in Bänderputz mit einer rustizierten Eckquaderung ausgeführt. Das Obergeschoss verfügt über einen Balkon und breite, rechteckige Erker mit Rundbogenfenstern. Im Südwesten wird die Villa von einem über die Traufkante hinausragenden polygonalen Erkerturm abgeschlossen. Der Eingang befindet sich traufseitig und ist von einer Freitreppe eingefasst.